# Debito pubblico dell'Italia
Il debito pubblico dell'Italia è il debito contratto dalla pubblica amministrazione italiana e dagli enti statali italiani.

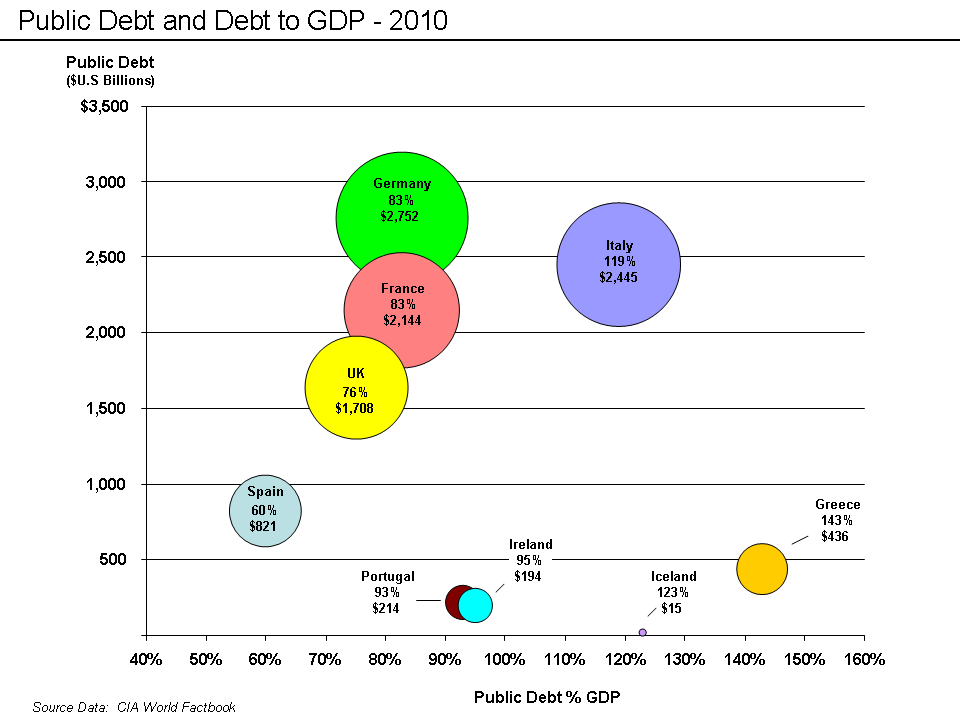
Comparazione del debito pubblico italiano con quello di altri grandi Stati europei (al 2010). A cifre assolute simili, la maggiore incidenza del debito italiano sul relativo PIL è causata dalla stagnazione del PIL stesso dal 2000, laddove le spese e il debito sono invece continuati ad aumentare in maniera fisiologica nel corso degli anni.

A dicembre 2023 il debito pubblico a livello nominale era a quota 2862,31 miliardi di euro, ovvero pari a circa il 137,25% del PIL italiano nominale dello stesso anno (circa 2085,37 miliardi di euro, dati ISTAT) e a circa 5,96 volte le entrate fiscali (pari a 480,1 miliardi di euro).

## Descrizione

### Storia

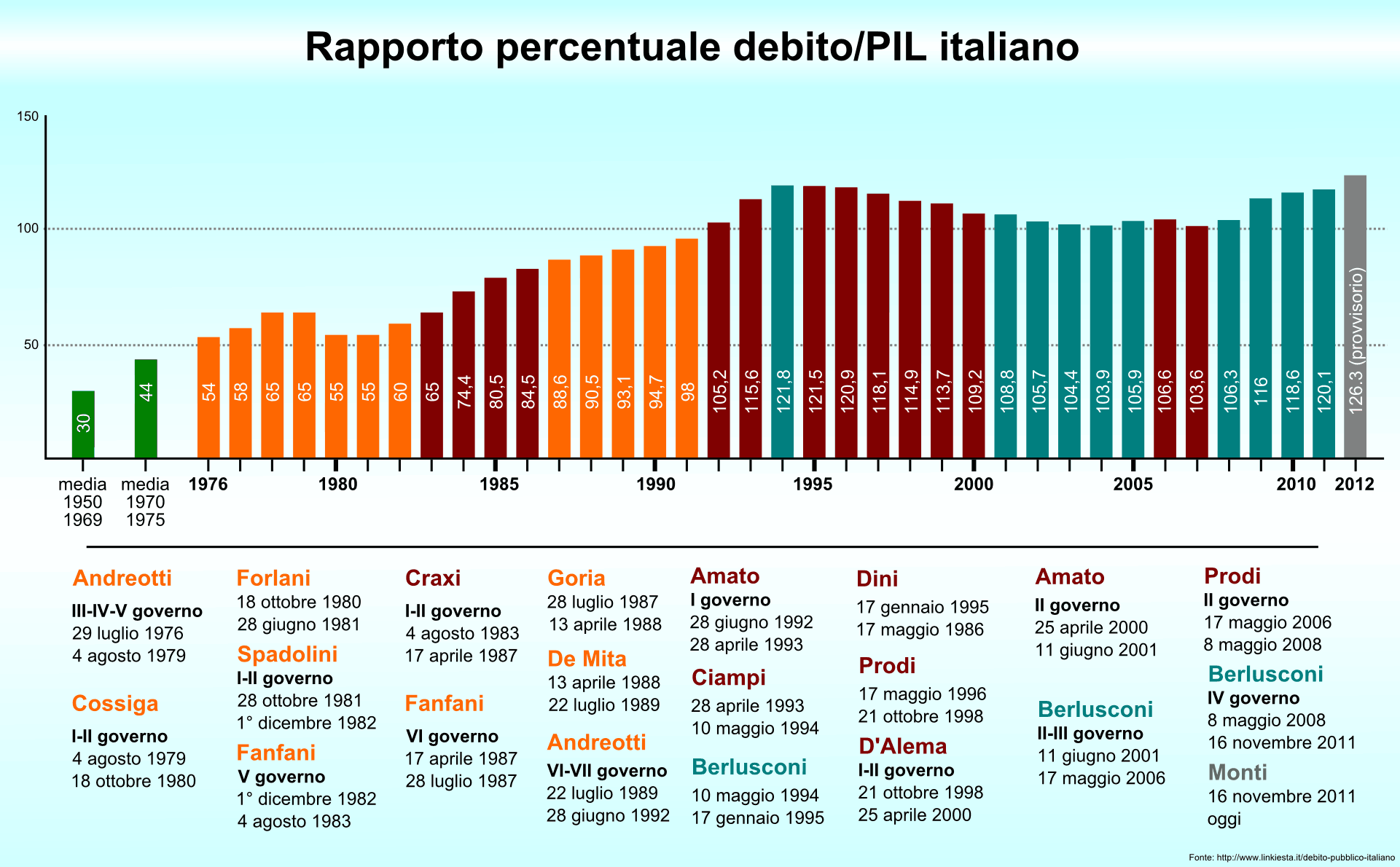
Andamento del rapporto debito/PIL italiano (1950/1976 - 2012). Notare che, trattandosi di un rapporto espresso in percentuale, non sempre le tendenze in percentuale coincidono con quelle in termini assoluti: nonostante ad esempio la diminuzione del rapporto debito/PIL tra il 1993 e il 2007, il debito in sé è continuato in realtà ad aumentare.

Il debito italiano in rapporto al PIL è rimasto abbastanza stabile fino a fine anni '70, circa al 55%-60%. Lo sprofondamento del deficit dal 1980-'81 a causa della nuova stagnazione provocata dalle crisi petrolifera dell'anno prima, delle prime baby pensioni, della ricostruzione per il terremoto dell'Irpinia e di altre ingenti spese, ha portato a un netto aumento di tale rapporto negli anni successivi (sebbene a fine anni '80 si fosse quasi stabilizzato).

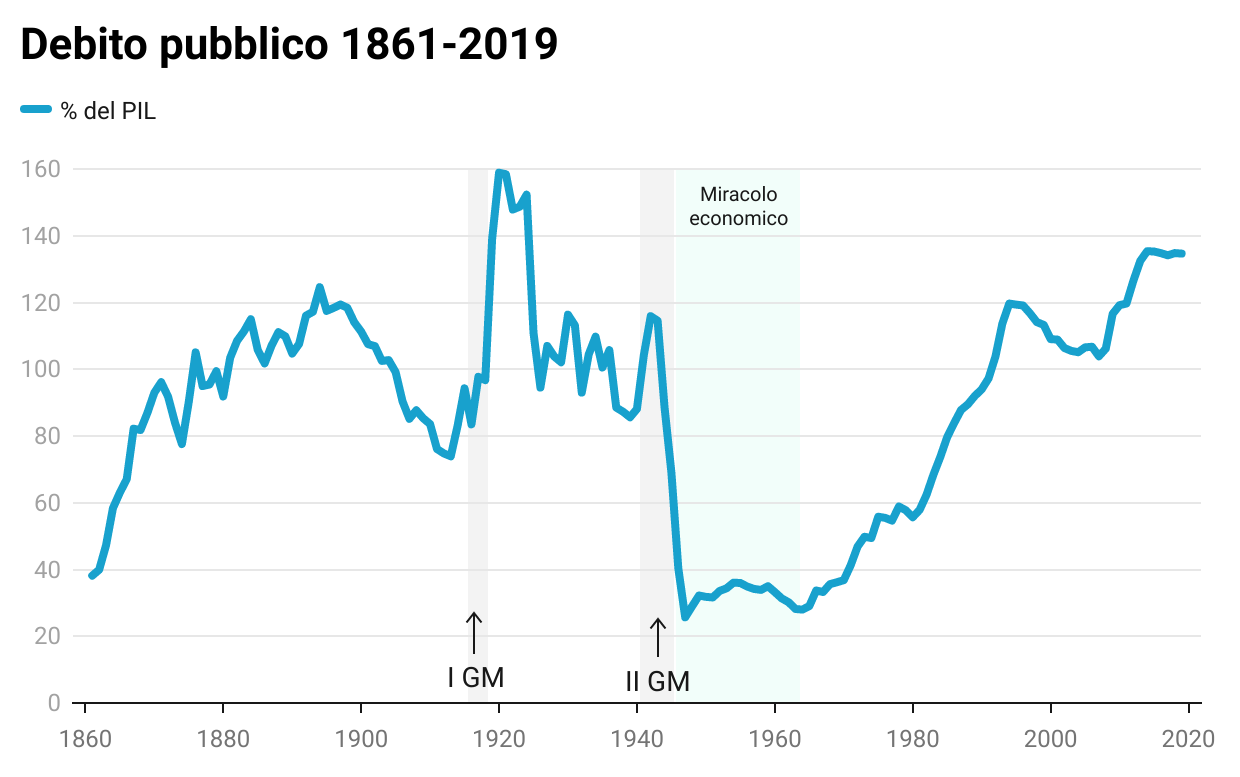
Andamento del rapporto debito/PIL (1861 - 2019).

Nel 1981 avviene la separazione della Banca d'Italia dal Ministero del tesoro, ritenuta da alcuni come concausa dell'importante aumento del rapporto debito/PIL negli anni '80. Progressivamente il disavanzo primario venne ridotto in quegli anni, fino a giungere al suo annullamento dal 1991 ad oggi (con l'eccezione del 2009).
Nell'estate del 2011 si genera improvvisamente una crisi finanziaria a causa della supposta non sostenibilità del debito italiano, che porterà rapidamente a varare diverse misure nuove, tra cui un'accelerazione della riforma delle pensioni del 2010, l'inserimento del pareggio di bilancio nella Costituzione e altro ancora. Da allora il debito e il suo "rating" a livello internazionale sono una costante questione di preoccupazione a livello di dibattito pubblico.

#### Il tasso d'interesse a 10 anni

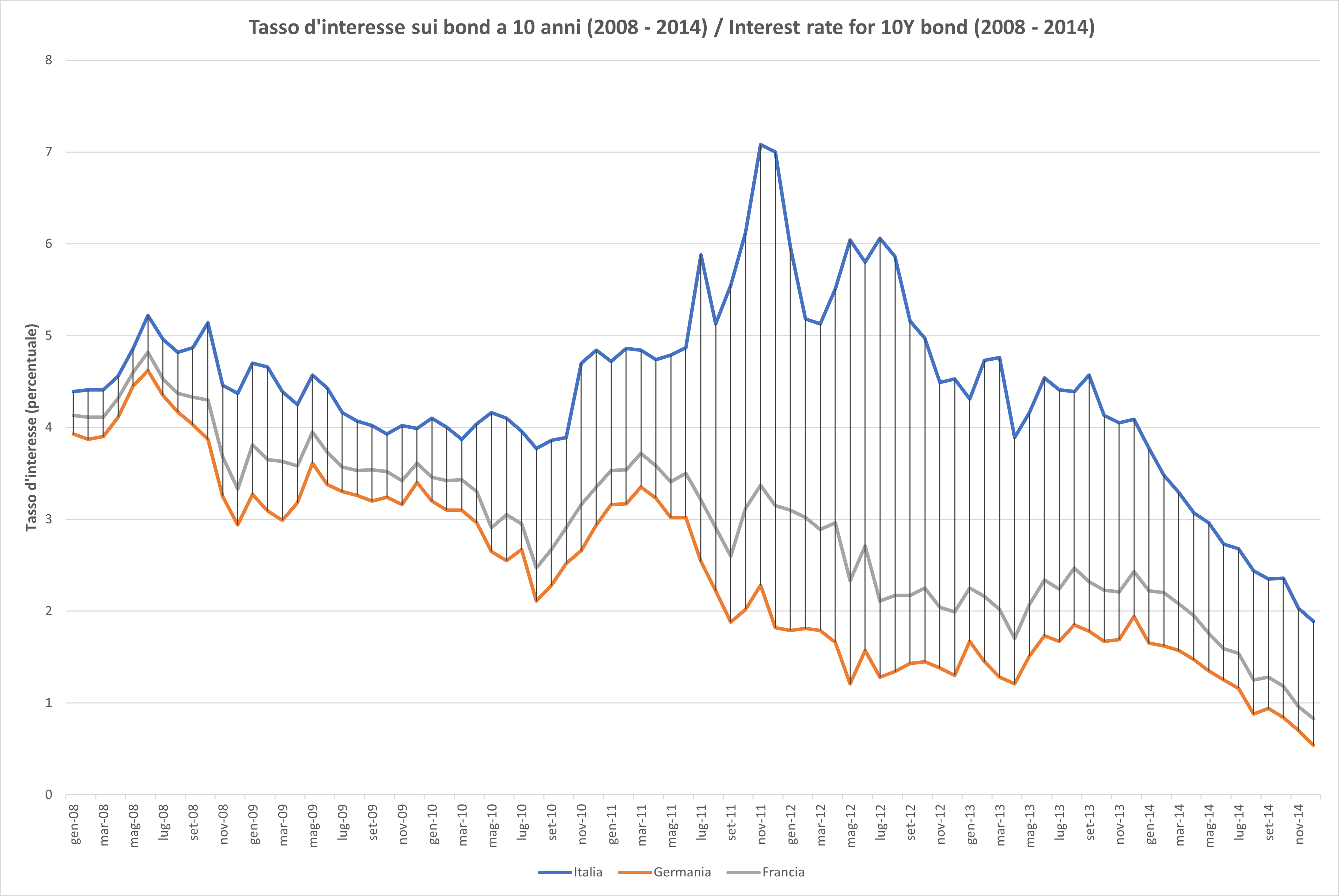
Tasso d'interesse sui bond a 10 anni (2008-2014; dati TradingEconomics) Evidenziata la differenza ("spread") tra il tasso d'interesse dei BTP italiani e i Bund tedeschi.

L'andamento del tasso d'interesse dei titoli di stato italiani a 10 anni ha seguito in buona parte quello delle altre nazioni occidentali nel corso della seconda metà del Novecento: mantenutosi basso fino a fine anni '60, è arrivato ad essere a doppia cifra fino a inizio 1993 (oscillando di solito tra il 12% e il 14%), quando cominciò a crollare (e dopo una momentanea risalita nel 1994, un definitivo crollo da fine 1995). Dal 1998 al 2013 esso è oscillato tra il 4% e il 6%, toccando il massimo nel novembre 2011 (7,07%). Da fine 2013, in seguito all'intervento pesante della BCE in tutta l'eurozona, anche il tasso d'interesse scende rapidamente e si attesta su una media dell'1,5%-2% tra il 2015 e il 2021 (con minimo raggiunto nel dicembre 2020 allo 0,52%). Dall'inizio del 2022 il tasso d'interesse è cominciato a risalire e dall'estate 2022 esso si trova stabilmente attorno al 4% (ad aprile 2024).

#### Rating

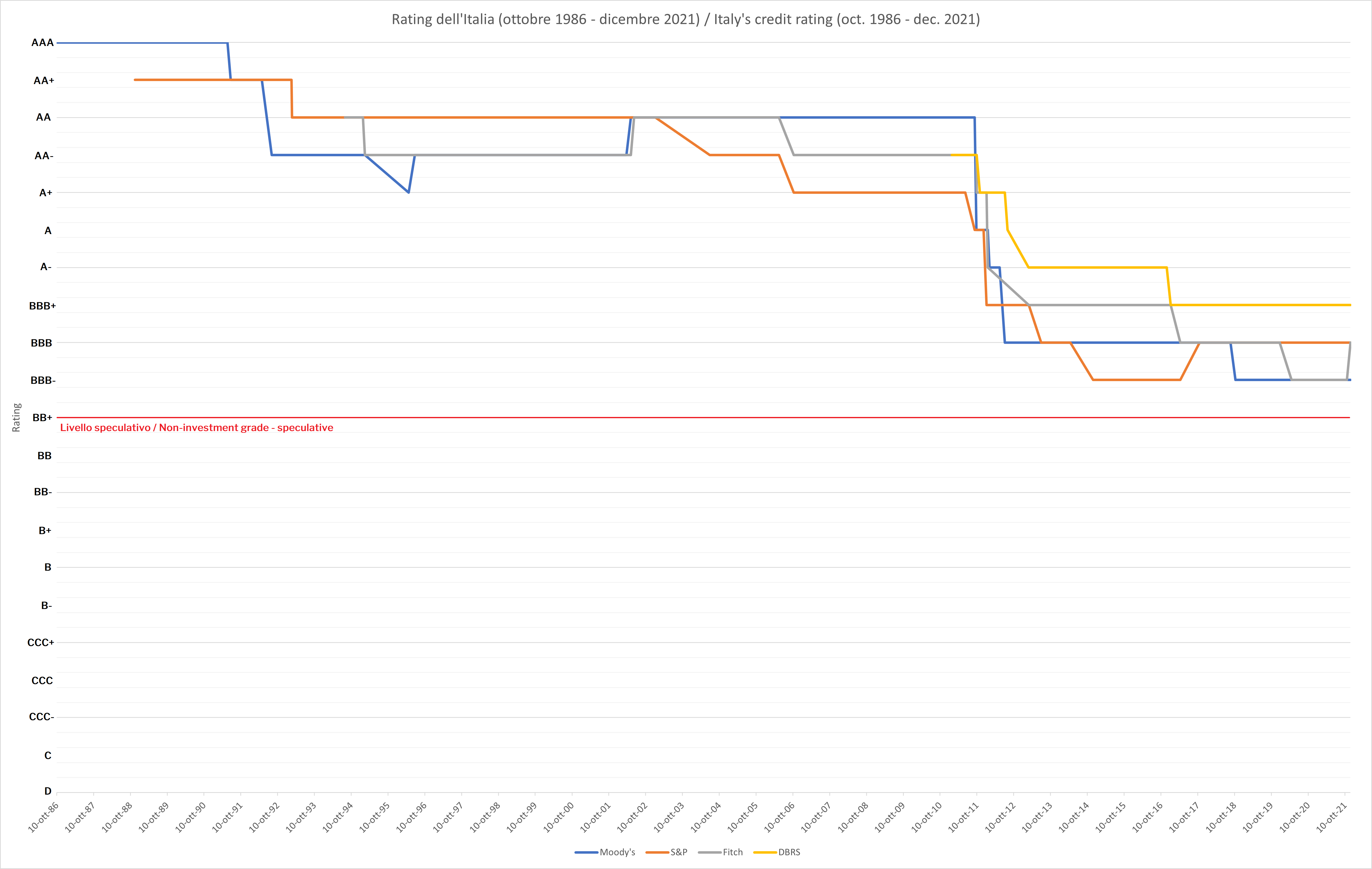
Andamento del rating del debito pubblico italiano (1986 - 2021).

Il debito italiano cominciò ad essere valutato dall'ottobre 1986, quando Moody's assegnò ad esso un rating pari ad AAA, il massimo. Una valutazione (il "rating") lusinghiera venne mantenuta dai titoli italiani fino all'autunno del 2011 (anche per via dell'avanzo primario in cui si trova l'Italia sin dal 1991), quando la cosiddetta "crisi dello spread" iniziata improvvisamente qualche mese prima giunse al suo culmine, per poi subire ulteriori pesanti declassamenti durante il 2012 fino ad arrivare ai livelli appena sopra quello "spazzatura" (a causa del quale diverse istituzioni internazionali e comunitarie non potrebbero più per legge acquistarli).
Ad aprile 2024 la valutazione del debito è: Baa3/stable (Moody's), BBB/stable (S&P), --/-- (Fitch) e BBB (high)/stable (DBRS).

### Composizione
Vengono emessi periodicamente diversi tipi di titoli di stato, come i BTP (di durata poliennale, emessi dal 1974), i BOT e i CCT. I BTP sono quelli di gran lunga prevalenti, componendo oltre il 70% del valore dei titoli di stato circolanti, con una vita media di circa 7 anni.
Gran parte del debito pubblico italiano è detenuto da privati: al 2023 Q4 dei 2862 miliardi di euro di debito lordo ben 2074 miliardi (pari al 72,46%) erano detenuti da privati, il resto da istituzioni come la Banca d'Italia, la BCE e altre comunitarie.
Il debito pubblico è correlato ad altri indicatori. Essi sono: il fabbisogno delle pubbliche amministrazioni, le disponibilità liquide del tesoro e gli effetti della valutazione. La relazione con cui i quattro indicatori sono legati è:
{\displaystyle {\text{Fabbisogno}}=\Delta {\text{debito}}-\Delta {\text{Disponibilità liquide}}+{\text{effetti rivalutazione}}}
Ciò significa che un aumento del debito può essere originato, per esempio, da un aumentato fabbisogno delle amministrazioni pubbliche e/o da un aumento delle disponibilità liquide.

#### Dati
Andamento mensile nel 2024 e 2025 (in milioni di €):
In grassetto il dato record.
| Anno | Mese      | Debito    |
| ---- | --------- | --------- |
| 2024 | Gennaio   | 2.854.151 |
| 2024 | Febbraio  | 2.876.700 |
| 2024 | Marzo     | 2.899.178 |
| 2024 | Aprile    | 2.910.185 |
| 2024 | Maggio    | 2.923.342 |
| 2024 | Giugno    | 2.952.910 |
| 2024 | Luglio    | 2.949.768 |
| 2024 | Agosto    | 2.961.640 |
| 2024 | Settembre | 2.961.388 |
| 2024 | Ottobre   | 2.980.381 |
| 2024 | Novembre  | 3.004.326 |
| 2024 | Dicembre  | 2.965.711 |

| Anno | Mese      | Debito    |
| ---- | --------- | --------- |
| 2025 | Gennaio   | 2.980.491 |
| 2025 | Febbraio  | 3.024.300 |
| 2025 | Marzo     | 3.033.900 |
| 2025 | Aprile    | 3.063.500 |
| 2025 | Maggio    | 3.053.500 |
| 2025 | Giugno    | 3.070.700 |
| 2025 | Luglio    |           |
| 2025 | Agosto    |           |
| 2025 | Settembre |           |
| 2025 | Ottobre   |           |
| 2025 | Novembre  |           |
| 2025 | Dicembre  |           |